# Хашиш
Хашиш (од арап. حشيش [], буквално „трава”) је дрога која се добија из биљке индијске конопље и садржи исте активне састојке, првенствено тетрахидроканабинол (ТХЦ), само у већој концентрацији. У исламској и индијској култури, хашиш се назива киф, бханг или кхарас. Хашиш углавном је само механички издвојена смола конопље и око десет пута је јачи од марихуане.
Иако је хашиш илегалан, и не постоје званични подаци о његовој производњи, сматра се да су највећи произвођачи: Авганистан, Пакистан, Непал, Мароко, Египат и Индија. 
Хашиш је најраспрострањенији у Европи, Северној Африци и деловима Азије. Један од разлога за његову употребу у Европи је чињеница да је хашиш знатно компактнији и да се лакше шверцује него марихуана. 

## Изглед
На тржиште хашиш долази у такозваним погачама или у таблама које подсећају на смеђи хлеб или на табле чоколаде. Плочице и понекад куглице су различитих боја и величина. Боја му зависи од земље порекла: зелена-турски, тамносмеђа-пакистански, црна-авганистански, црвена-либански. Хашиш је у чврстом стању, али при загревању омекшава, постаје налик на пластелин. Улични називи су хаш, шит.

## Хемијски састав
Добија се прерадом смоле (скупљање, сушење, обликовање) биљака конопље. Смола биљке припремљена за употребу садржи 40-45% активног састојка. Садржај његове активне супстанце је чак десет и више пута јачи него код марихуане. Главни састојак у канабису (поред још 400 других састојака) је једињење ТХЦ (делта-9-тетрахидроканабинол). Мембране одређених нервних ћелија садрже протеинске рецепторе који везују ТХЦ који се апсорбује у масном ткиву у различитим органима. Након унос, ТХЦ узрокује серију ћелијских реакција које мењају стање свести. За производњу једног килограма хашиша потребно је преко 280 килограма марихуане.

## Начин употребе
Хашиш се, као и марихуана, пуши, а за пушење хашиша корисници користе посебно израђене лулице, које или сами израђују од различитих материјала или користе обичне луле продуженог камиша. Употребљава се пушењем, али може да се уноси и орално као храна (најчешће као хаш колачићи). Од хашиша се такође добија медено хашиш уље.

## Ефекти
Хашиш је јача и скупља дрога од марихуане, а деловање им је слично. Хашиш, као и друге такозване лакше дроге, делује зависно од структуре личности, амбијента, очекивања и сл.
Марихуана је најблаже и најслабије халуциногено средство. Ефекат се примећује након неколико удахнутих димова, достижући максимум након 15-30 минута. Деловање једне испушене цигарете траје два до три сата. Попијена или поједена, марихуана испољава ефекат након пола сата са дужином трајања три до шест сати.
Некада деловање личи на почетне ефекте алкохолног пијанства. Активни састојак дроге, ТХЦ, који се након уласка у тело, преноси крвотоком, везује се за канабиноидне рецепторе у мозгу. Највећа концентрација ових рецептора је присутна у деловима мозга задужених за памћење, размишљање, концентрацију, перцепцију, осећај задовољства, координацију покрета. Зато се јављају проблеми у краткотрајном памћењу, смањена способност концентрације и учења, промењена перцепција стварности и то нарочито времена (особа има утисак да време протиче спорије), повишење сензибилитета - нарочито када се ради о бојама, укусу и музици, затим поремећаји равнотеже и координације покрета, а при узимању већих количина канабиса може доћи и до снажних халуцинација. Рад срца је убрзан, крвни притисак повишен. Јавља се сушење уста, очи су црвене са проширеним зеницама.
Што се тиче утицаја на расположење и понашање, конзумирање марихуане изазива еуфорију са хиперактивношћу, појачаном говорљивошћу, осећајем безбрижности уз безразложно смејање, али исто тако може изазвати анксиозност и нападе панике, а халуцинације могу бити изразито неугодне и застрашујуће.
Након завршетка деловања корисник пада у стање поспаности. Након престанка ефеката може се јавити амотивацијски синдром - недостатак било каквог интереса и мотивације. Толеранција на ове дроге се не развија. При дужем узимању јавља се умерена психичка зависност, а код корисника долази до губитка иницијативе, неактивности, несанице или редуковане дужине спавања. Присутна је небрига за спољни изглед, личну хигијену и одевање, а расуђивање и памћење је делимично оштећено.
Онај ко редовно пуши има респираторне проблеме сличне онима које имају пушачи дувана: свакодневно кашљање и искашљавање шлајма, симптоме хроничног бронхитиса и честе прехладе. Осим присуства ТХЦ-а, количина катрана који удахну пушачи марихуане и ниво угљен-моноксида који се апсорбује су три до пет пута већи него код пушача дувана. Дуготрајно пушење хашиша изазива оштећење или уништење плућног ткива што доводи до абнормалне функције плућа, као и до емфизема и рака плућа и дисајних путева.
Употреба марихуане изазива убрзани рад срца и повишен крвни притисак. Најновија открића указују да пушење хашиша или марихуане и истовремено интравенозно узимање кокаина проузрокују преоптерећење кардиоваскуларног система. Дуготрајна употреба хашиша ствара промене у мозгу сличне онима које ствара дуготрајно конзумирање већине других дрога.
Неки пушачи хашиша тврде да хашиш за разлику од марихуане производи лагану летаргију, опуштеност и жељу за мировањем. Неки конзументи тврде да их хашиш наводи на „филозофирање”. С друге стране постоји теорија која гласи да под деловањем хашиша на површину избијају праве особине човека. Односно, „ако си природно весео човек, дрога те развесељава, а ако си природно тужан, онда те баца у меланхолију”.